# Leeds
Leeds /lʲiːdz/ⓘ es una ciudad y un importante centro metropolitano en Yorkshire del Oeste, en la zona norte de Inglaterra. Está ubicada sobre el río Aire. Antiguamente formaba parte del West Riding of Yorkshire. La historia escrita de Leeds se remonta al siglo V, cuando el reino de Elmet estaba cubierto por bosques de "Loidis", lo que dio origen al nombre Leeds.
Durante la revolución industrial, Leeds se convirtió en un gran centro industrial de producción y procesamiento de lana, antes de transformarse en un polo comercial y de educación universitaria, alojando hoy a tres distinguidas universidades: la Universidad de Leeds, la Universidad Leeds Beckett (antiguamente Universidad Metropolitana de Leeds) y la Leeds Trinity and All Saints. Hoy Leeds es, después de Londres, el mayor centro de negocios, financiero y de servicios legales de Inglaterra, y de acuerdo a una evaluación realizada por la Oficina Nacional de Estadísticas, Leeds es la ciudad con más alta tasa de crecimiento del Reino Unido.
Leeds es la tercera ciudad más grande en el Reino Unido después de Londres y Birmingham. Posee una población de 761.100 habitantes (2007 est.). Leeds forma parte de la zona urbana de Leeds-Bradford (LUZ), también la tercera más grande del Reino Unido tras Londres y Mánchester, con una población estimada de 2.4 millones de personas (2004), y junto con otros diez distritos locales forma la región de la ciudad de Leeds, que abarca 2.9 millones de habitantes.

## Historia

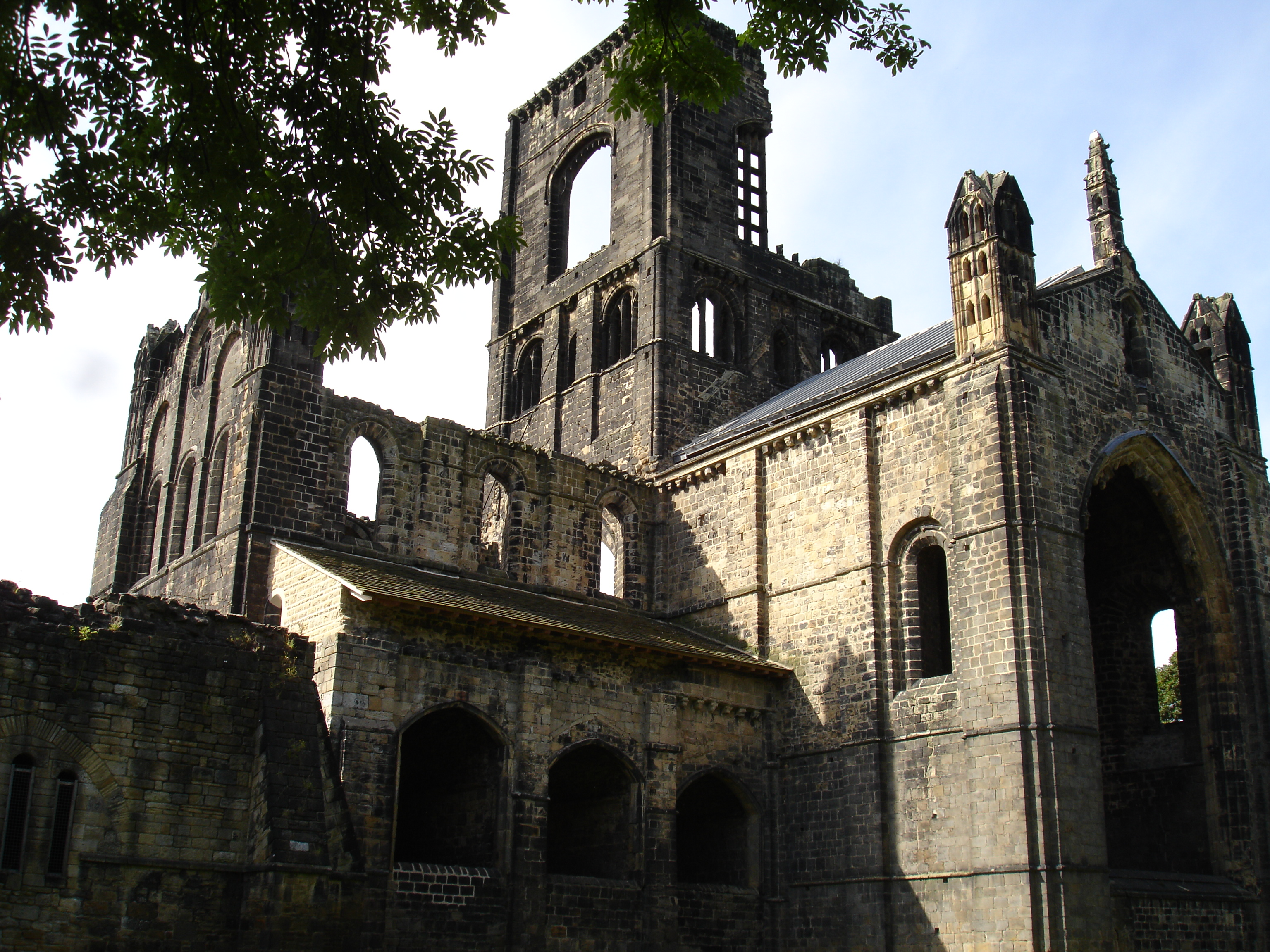
Abadía de Kirkstall

Se cree que el nombre "Leeds" proviene de "Loidis", una palabra de origen celta. Fue mencionada como "Ledes" en el Libro Domesday en 1086, después el nombre evolucionó a "Leedes" y finalmente "Leeds".
Leeds tiene sus orígenes en un pueblo rural que recibió su primer permiso real de operar un mercado en 1207. Leeds creció impulsado por el comercio de lana y sus fábricas textiles, llegando incluso a representar la mitad de las exportaciones del país de estos productos. Hacia 1840 Leeds ya tenía más de 150,000 habitantes. Al expandirse la ciudad, Leeds absorbió varias poblaciones vecinas como Chapel Allerton, Colton, Cookridge, Horsforth, Kirkstall, Morley, y Pudsey, algunas de las cuales eran más antiguas que Leeds. El crecimiento fue fomentado por la construcción del canal que unió Leeds con Liverpool en 1816. El ferrocarril llegó en 1848 y la ciudad tuvo un crecimiento exponencial durante la revolución industrial.
Leeds alcanzó la categoría de ciudad en 1893. Los primeros semáforos automáticos permanentes en Reino Unido fueron instalados en Leeds en 1928.

## Geografía

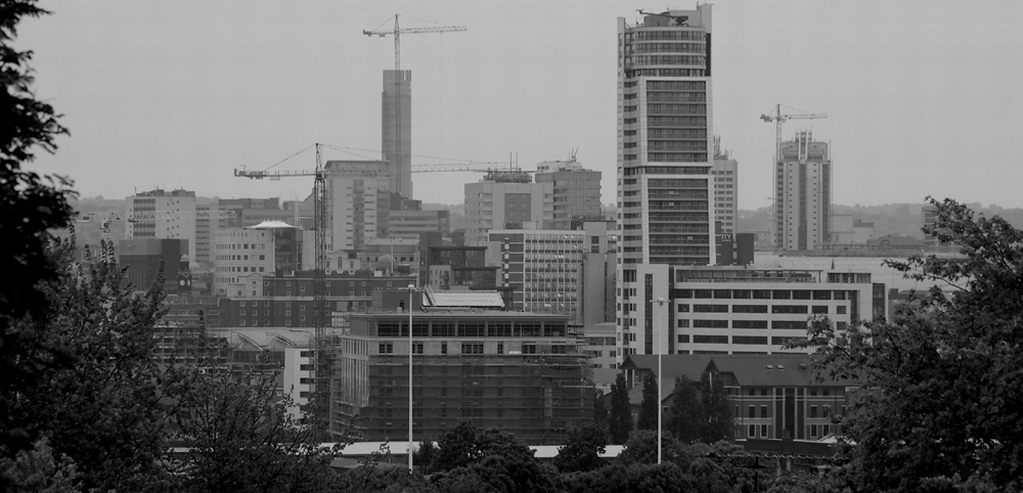
Distrito financiero central

Leeds se encuentra en las estribaciones este de los Peninos y situada a orillas del río Aire, el cual es navegable por embarcaciones de pequeño calado.

### Barrios

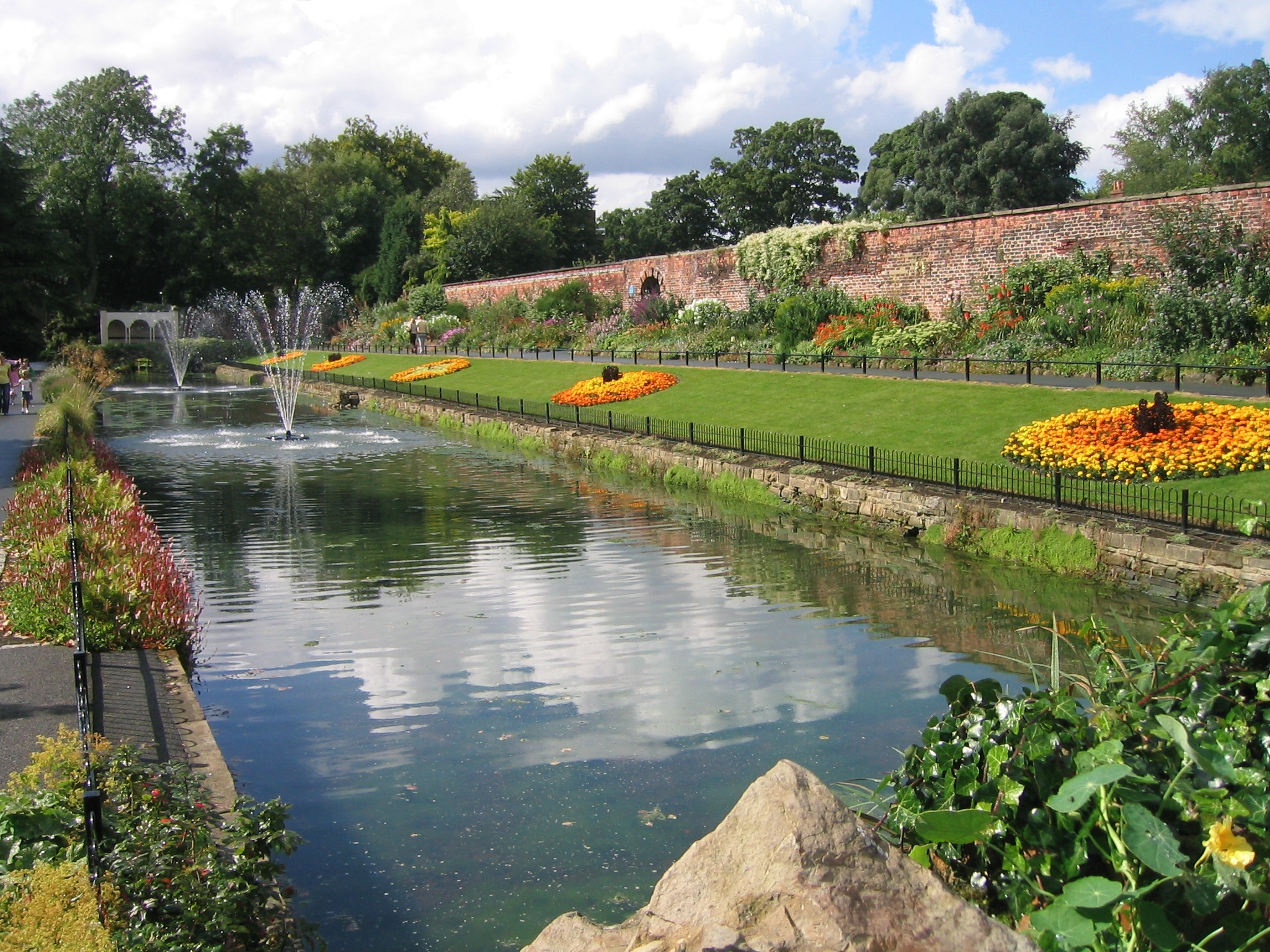
Jardines del canal en el parque de Roundhay, una de las áreas afluentes de Leeds.

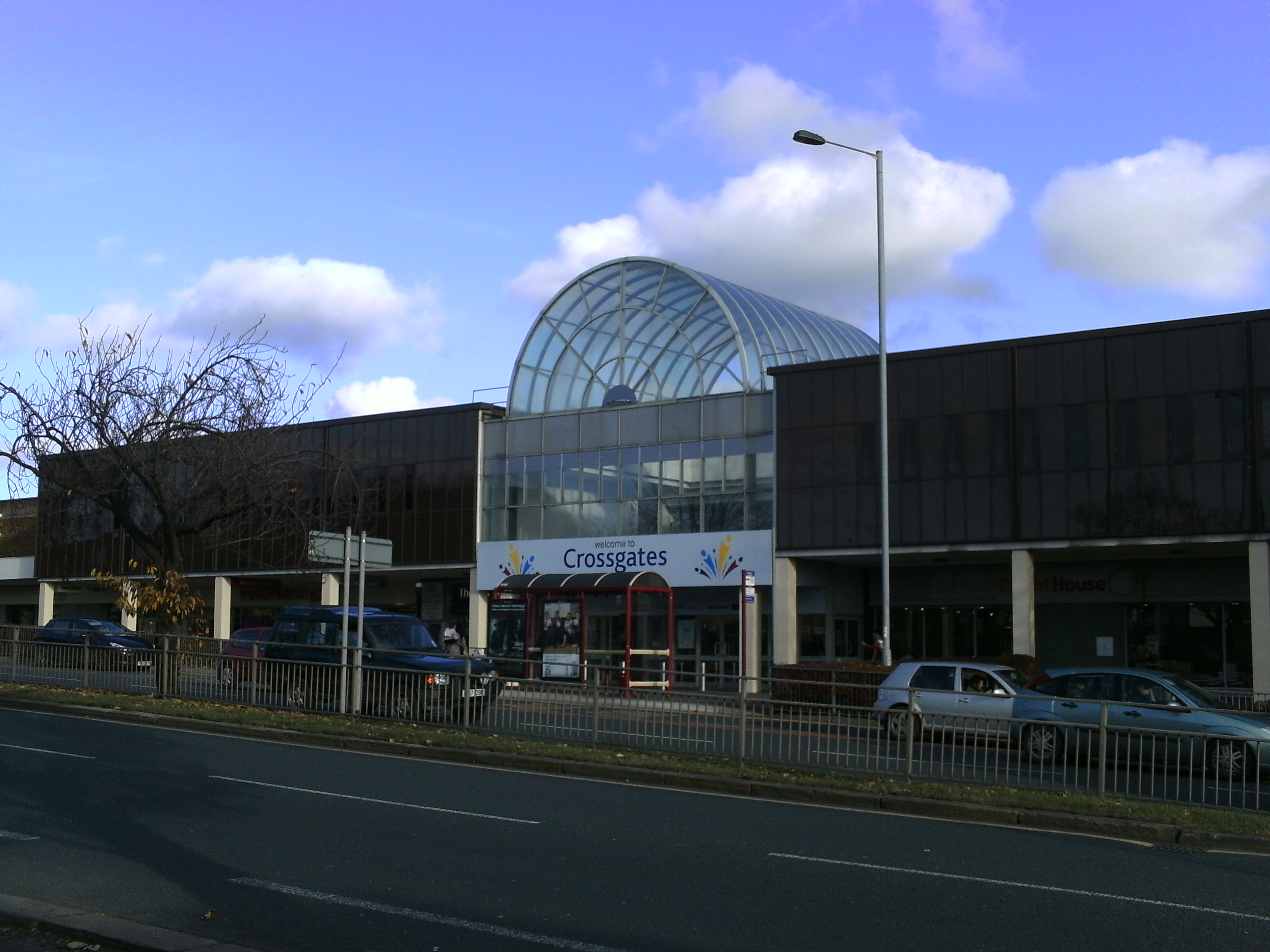
Centro Comercial Cross Gates.

Leeds puede ser dividido en varios distritos. Los barrios de la zona norte tales como; Adel, Alwoodley, Bramhope, Chapel Allerton, Cookridge, Guiseley, Harewood, Headingley, Horsforth, Hyde Park, Meanwood, Moortown, Menston, Otley, Roundhay, Wetherby y Yeadon son generalmente ricos. Moortown y Alwoodley alojan a una gran proporción de población judía. Hay un gran parque en Roundhay que se llama 'Roundhay Park'. Tiene un zoo, dos lagos, un castillo, siete jardines y una mansión. Chapeltown es un barrio donde se asienta la communidad negra en Leeds. Hay una gran población de estudiantes en Headingley y Hyde Park. El aeropuerto de la ciudad, 'Leeds Bradford International Airport', está en las proximidades de Yeadon.
La zona este tiene muchas casas y apartamentos sociales que se construyeron en los años 1960 como Seacroft, Fearnville y Cross Gates. Son menos ricos que los barrios de la zona norte. Halton y Colton son más ricos porque son aldeas más antiguas. Hay un centro comercial en Cross Gates y una zona de tiendas con un gran supermercado, 'Tesco'. Harehills es un gran barrio y tiene una gran población de afrocaribeños. Hay una gran mezquita en este barrio.
Cross Gates (o Crossgates) está situada al este de la ciudad cerca de la autopista M1. Seacroft, se encuentra una milla al norte. Cross Gates destaca por su gran Centro Comercial, The Cross Gates Centre (antiguo The Arndale Centre). Cross Gates está situada cerca de la estación de tren. Cross Gates abarca una mezcla de ambos consejos y la vivienda social.
El sur tiene un gran centro comercial llamado 'White Rose Shopping Centre' en Churwell. Hay muchas casas en terrazas en Beeston, Beeston Hill, Drighlington, Gildersome, Holbeck, Hunslet, Middleton y Morley donde reside la comunidad asiática. En 'Elland Road' se encuentra la sede de Leeds United, un club de fútbol importante y está cerca de Beeston. También se encuentran allí el 'South Leeds Stadium' y el 'John Charles Centre for Sport' con su piscina olímpica.
El oeste de la ciudad incluye los barrios de Armley, Bramley, Calverley, Farnley, Farsley, Kirkstall, Pudsey, Rodley, Stanningley y Wortley. Pudsey fue una vez un pueblo independiente, pero fue incorporado a Leeds en 1974. Hay un gran supermercado, 'Asda', en Pudsey. El barrio ofrece a 'Pudsey Bear' la mascota para 'Children in Need', un acontecimiento nacional de caridad por la BBC. La prisión principal de la ciudad está situada en Armley. Kirkstall tiene las ruinas de una abadía antigua que se remonta al año 1152. Ahora, es un sitio turístico y hay un museo llamado 'Abbey House'.

### Clima
Tiene un clima húmedo y frío, con una temperatura promedio de 17.8 °C en verano y 3.5 °C durante el invierno.
| Parámetros climáticos promedio de Leeds | Parámetros climáticos promedio de Leeds | Parámetros climáticos promedio de Leeds | Parámetros climáticos promedio de Leeds | Parámetros climáticos promedio de Leeds | Parámetros climáticos promedio de Leeds | Parámetros climáticos promedio de Leeds | Parámetros climáticos promedio de Leeds | Parámetros climáticos promedio de Leeds | Parámetros climáticos promedio de Leeds | Parámetros climáticos promedio de Leeds | Parámetros climáticos promedio de Leeds | Parámetros climáticos promedio de Leeds | Parámetros climáticos promedio de Leeds |
| Mes                                     | Ene.                                    | Feb.                                    | Mar.                                    | Abr.                                    | May.                                    | Jun.                                    | Jul.                                    | Ago.                                    | Sep.                                    | Oct.                                    | Nov.                                    | Dic.                                    | Anual                                   |
| --------------------------------------- | --------------------------------------- | --------------------------------------- | --------------------------------------- | --------------------------------------- | --------------------------------------- | --------------------------------------- | --------------------------------------- | --------------------------------------- | --------------------------------------- | --------------------------------------- | --------------------------------------- | --------------------------------------- | --------------------------------------- |
| Temp. máx. media (°C)                   | 5.8                                     | 5.9                                     | 8.7                                     | 11.3                                    | 15.0                                    | 18.2                                    | 19.9                                    | 19.9                                    | 17.3                                    | 13.4                                    | 8.8                                     | 6.7                                     | 12.6                                    |
| Temp. mín. media (°C)                   | 0.3                                     | 0.2                                     | 1.6                                     | 3.1                                     | 5.5                                     | 8.5                                     | 10.4                                    | 10.5                                    | 8.7                                     | 6.3                                     | 2.9                                     | 1.2                                     | 4.9                                     |
| Lluvias (mm)                            | 61                                      | 45                                      | 52                                      | 48                                      | 54                                      | 54                                      | 51                                      | 65                                      | 57                                      | 55                                      | 57                                      | 61                                      | 660                                     |
| Días de lluvias (≥ 1 mm)                | 17.5                                    | 14.2                                    | 14.8                                    | 13.5                                    | 13.7                                    | 12.2                                    | 11.7                                    | 13.2                                    | 12.9                                    | 15.1                                    | 16.5                                    | 17.0                                    | 172.3                                   |
| Fuente:                                 |                                         |                                         |                                         |                                         |                                         |                                         |                                         |                                         |                                         |                                         |                                         |                                         |                                         |

## Economía

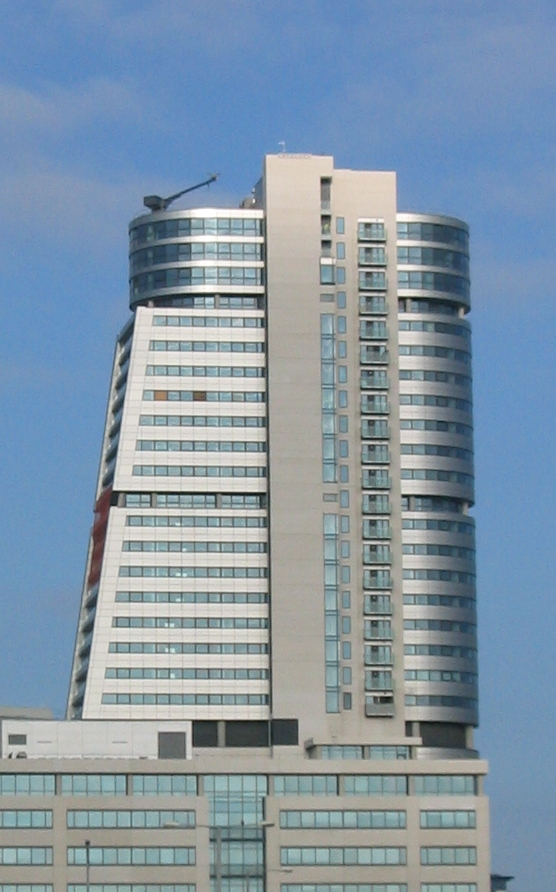
Bridgewater Place.

Leeds tiene una economía muy diversa, dominada por el sector de los servicios que viene sustituyendo al sector industrial. Fue la primera ciudad británica en tener cobertura total de banda ancha y digital lo cual le ha permitido crecer muy rápido en los sectores digitales.
En el 2003, fue elegida como la mejor ciudad en el Reino Unido para realizar negocios. Hay más servicios financieros en Leeds que en cualquier otra ciudad inglesa fuera de Londres.
Es ahora uno de los puntos claves de la red de autopistas del norte de Inglaterra, ya que la M1 y la M62 se cruzan allí. El aeropuerto internacional de Leeds Bradford International Airport ofrece vuelos regulares al resto del país y de Europa. Gracias a estos enlaces, Leeds se ha convertido en un centro de distribución, además de un importante centro de servicios bancarios y legales.
Además, Leeds es una ciudad conocida por la masiva participación de estudiantes europeos en el programa Erasmus, así como por el ocio juvenil durante prácticamente todos los días de la semana.

## Transporte

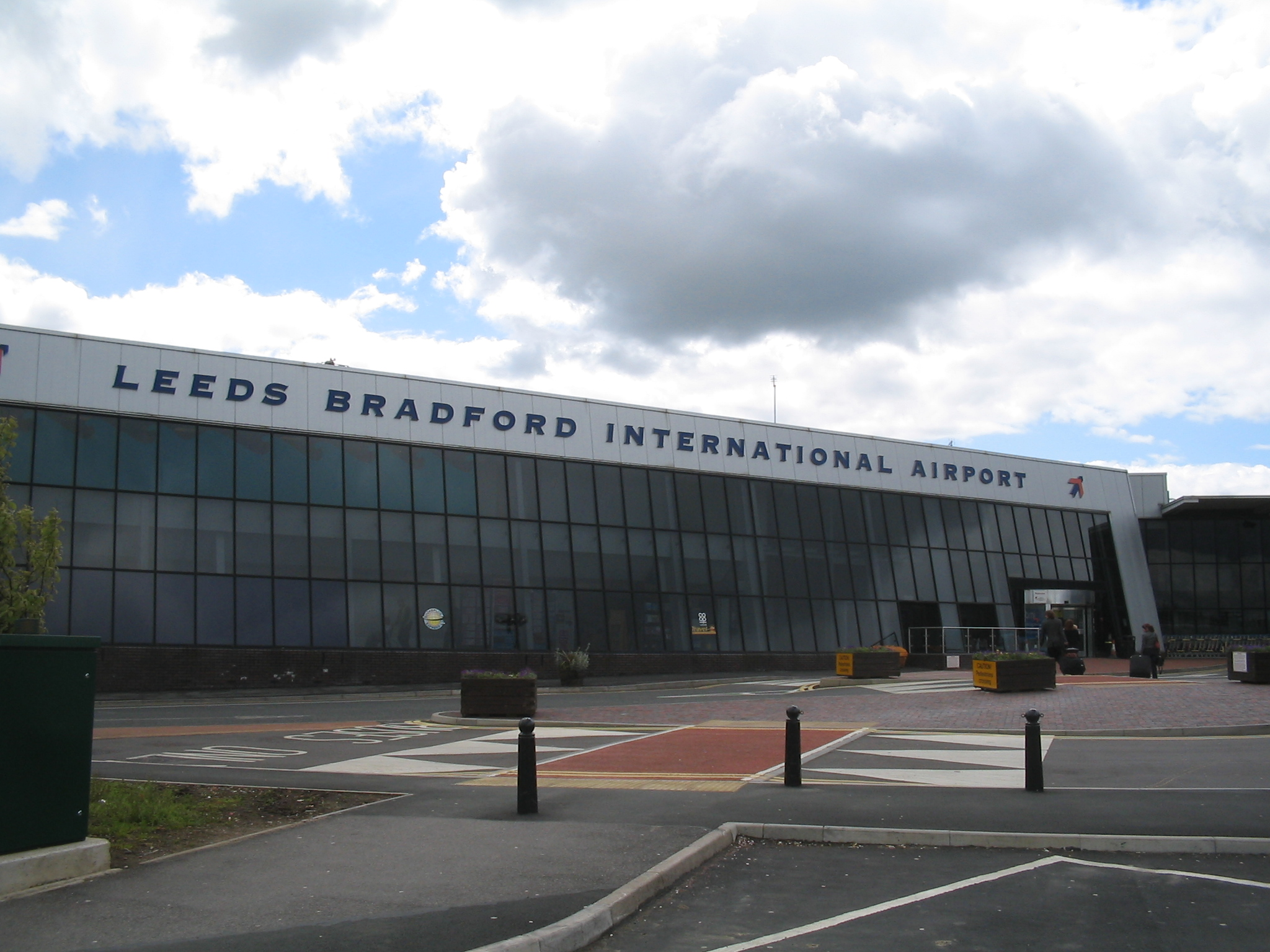
Aeropuerto Leeds Bradford, Pasillo A.

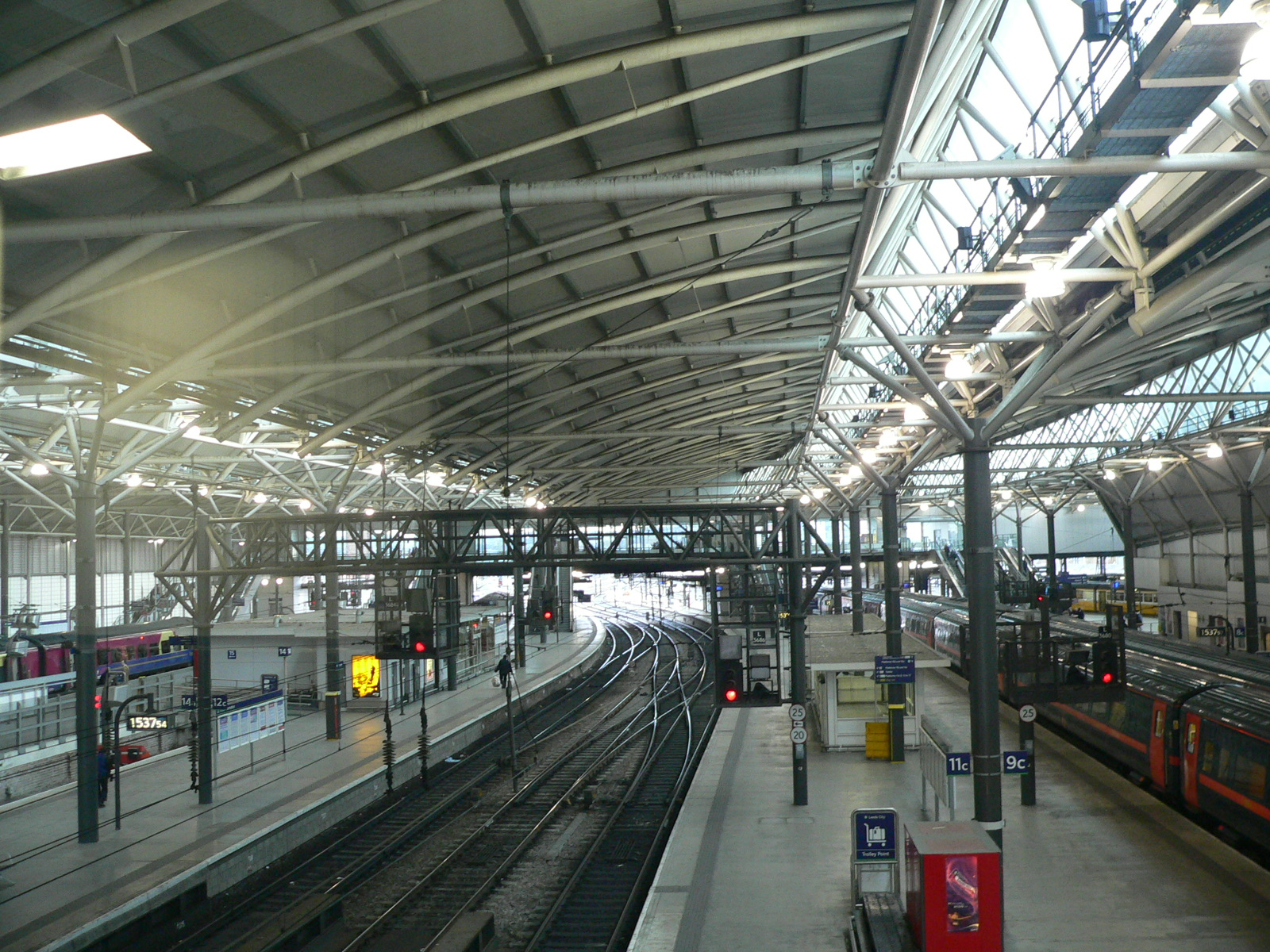
Estación Leeds City.

Leeds tiene muy buenas conexiones con el exterior. Se encuentra al centro de la red de carreteras regionales, y en un cruce importante de la red de autopistas nacionales. El aeropuerto, 'Leeds Bradford International Airport' tiene vuelos internacionales. El primer medio de transporte en Leeds es el autobús pero la red de ferrocarriles es extensa.
La estación Leeds City es la segunda estación más ocupada fuera de Londres. También de la región metropolitana, es posible tomar trenes a Londres, Birmingham, Glasgow, Sheffield, Liverpool, Edimburgo, Mánchester, Newcastle upon Tyne, Hull y Bristol, entre otros lugares.
Hay muchas autopistas en el área de Leeds. La A1 (M) liga a Leeds con el norte, la M1 con el sur y la M62 con el este y el oeste. El 'Leeds Inner Ring Road' (A58(M) y A64(M)) se construye al estándar de la autopista. Leeds del sur también tiene su propia autopista urbana, el M621.
Sin embargo, a pesar de la gran población de Leeds, la ciudad no posee de ningún tipo de transporte masivo y está calificada por muchos como una de las ciudades europeas con peor transporte público urbano.

## Educación
Leeds tiene dos universidades: la Universidad de Leeds y la Universidad Metropolitana de Leeds. También, está el colegio del arte y diseño, Leeds Park Lane College, el Colegio del tecnología de Leeds, el Leeds Thomas Danby y el colegio de música en el Centro de la ciudad. En Horsforth está 'Trinity and All Saints' que está postulando para tener el estatus de universidad.

## Religión

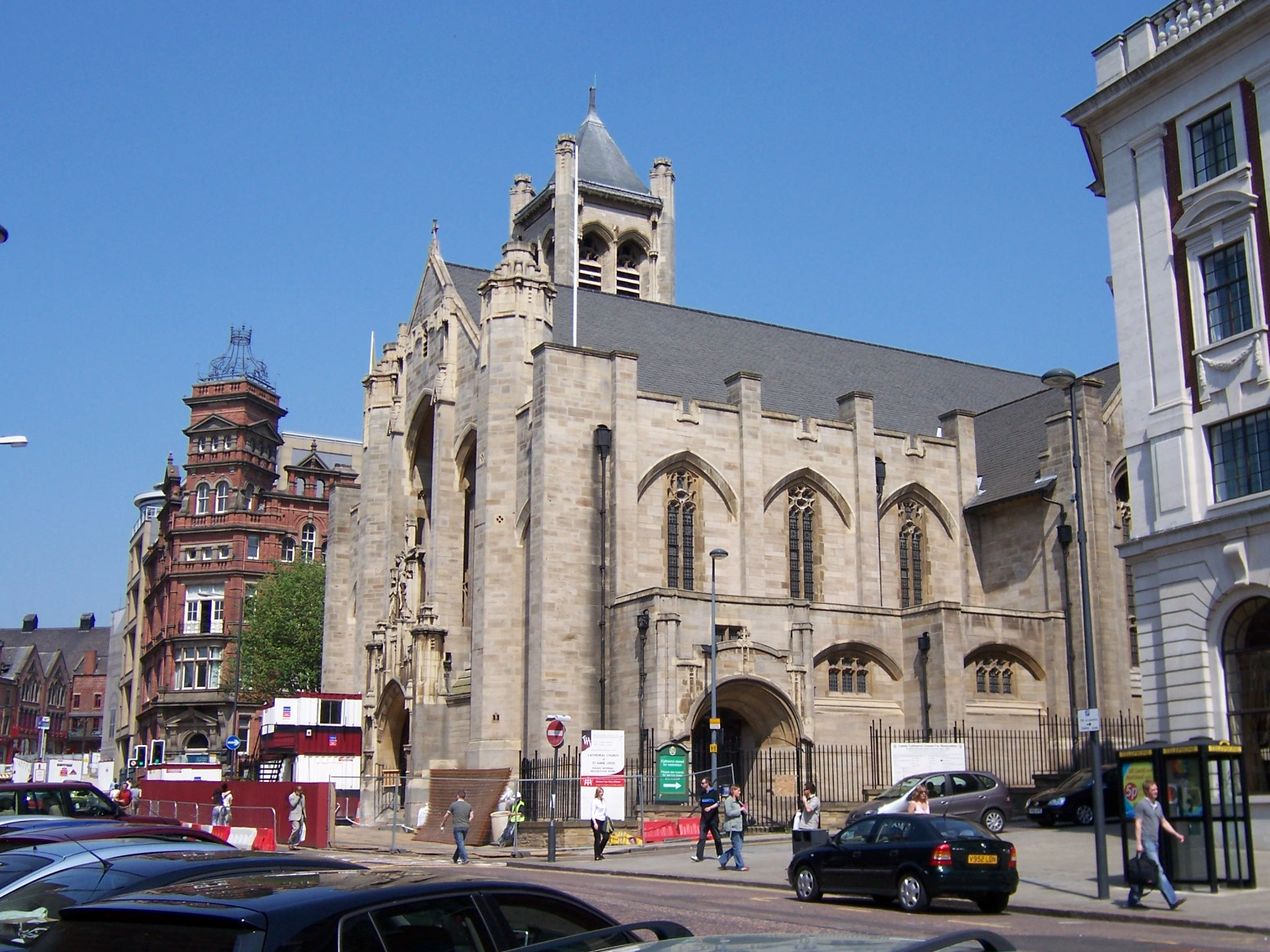
Catedral de Leeds

La mayoría de la gente que vive en Leeds es cristiana. Pese a ser una ciudad grande, en Leeds no hay ninguna catedral anglicana. Esto ocurre porque la ciudad está dentro de la diócesis anglicana de Leeds. Esta diócesis tiene tres concatedrales, en Ripon, Bradford y Wakefield. La iglesia anglicana más importante es Leeds Minster. Sin embargo, en Leeds sí que se encuentra una catedral católica, dedicado a Santa Ana. Por otra parte, en Leeds también hay otros muchos monumentos y obras arquitectónicas de gran valor.
Leeds tiene la tercera población judía más grande en el Reino Unido, después de Londres y Mánchester. Sobre todo, hay una importante comunidad de judíos en los barrios de Alwoodley y Moortown, donde se localizan 8 sinagogas. También hay un templo destinado a la población hindú, que se encuentra en Hyde Park. Finalmente, hay una pequeña comunidad de budistas.

## Deporte

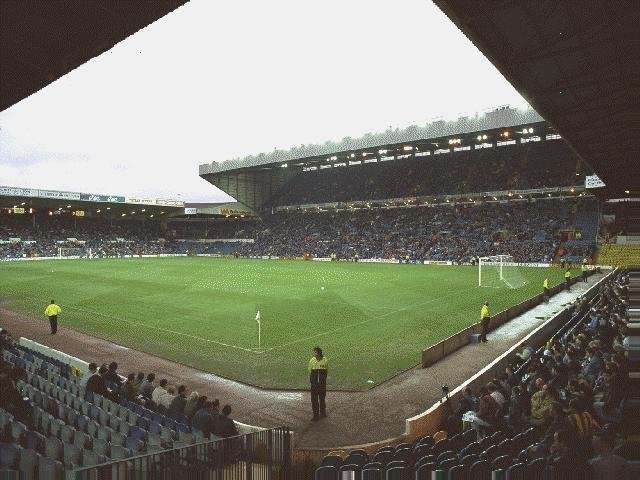
Elland Road

### Fútbol
A diferencia de la mayoría de las grandes ciudades británicas, Leeds tiene solo un club de fútbol profesional. Leeds United que recientemente ascendió a la Premier League inglesa, disputa sus partidos como local en Elland Road. También juega al oeste de la ciudad Farsley Celtic, equipo semi-profesional que juega actualmente en la National League North. Hay también multitud de clubes amateur por toda la ciudad.

### Rugby League

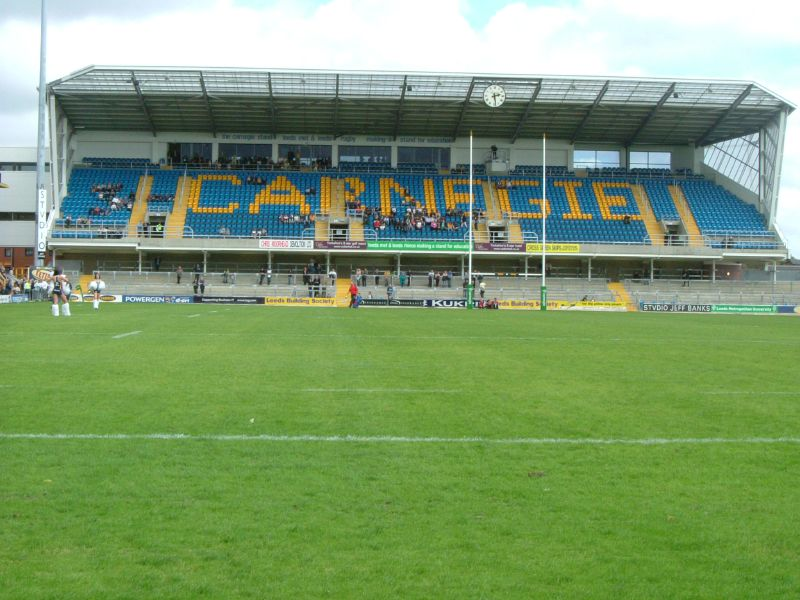
Estadio de Headingley Carnegie

Leeds está en el centro inglés tradicional para Rugby League. El club principal en la ciudad es Leeds Rhinos, que juegan en el estadio de Headingley. Hay también otros clubs tales como Hunslet Hawks, East Leeds y Bramley Buffaloes.

### Otros deportes
Leeds también tiene un equipo en la Rugby Union, el Leeds Carnegie. Así como el rugby, el críquet es practicado en Headingley por Inglaterra y Yorkshire.
Además, Leeds es una ciudad conocida por el Erasmus así como el ocio juvenil todos los días de la semana.

## Ciudades hermanadas
| - Brno - Colombo - Dortmund - Durban |  | - Hangzhou - Lille - Louisville - Siegen |

La ciudad de Leeds también mantiene relaciones amistosas con:
- Braşov
- Estocolmo
- Saint Mary Parish

## Galería

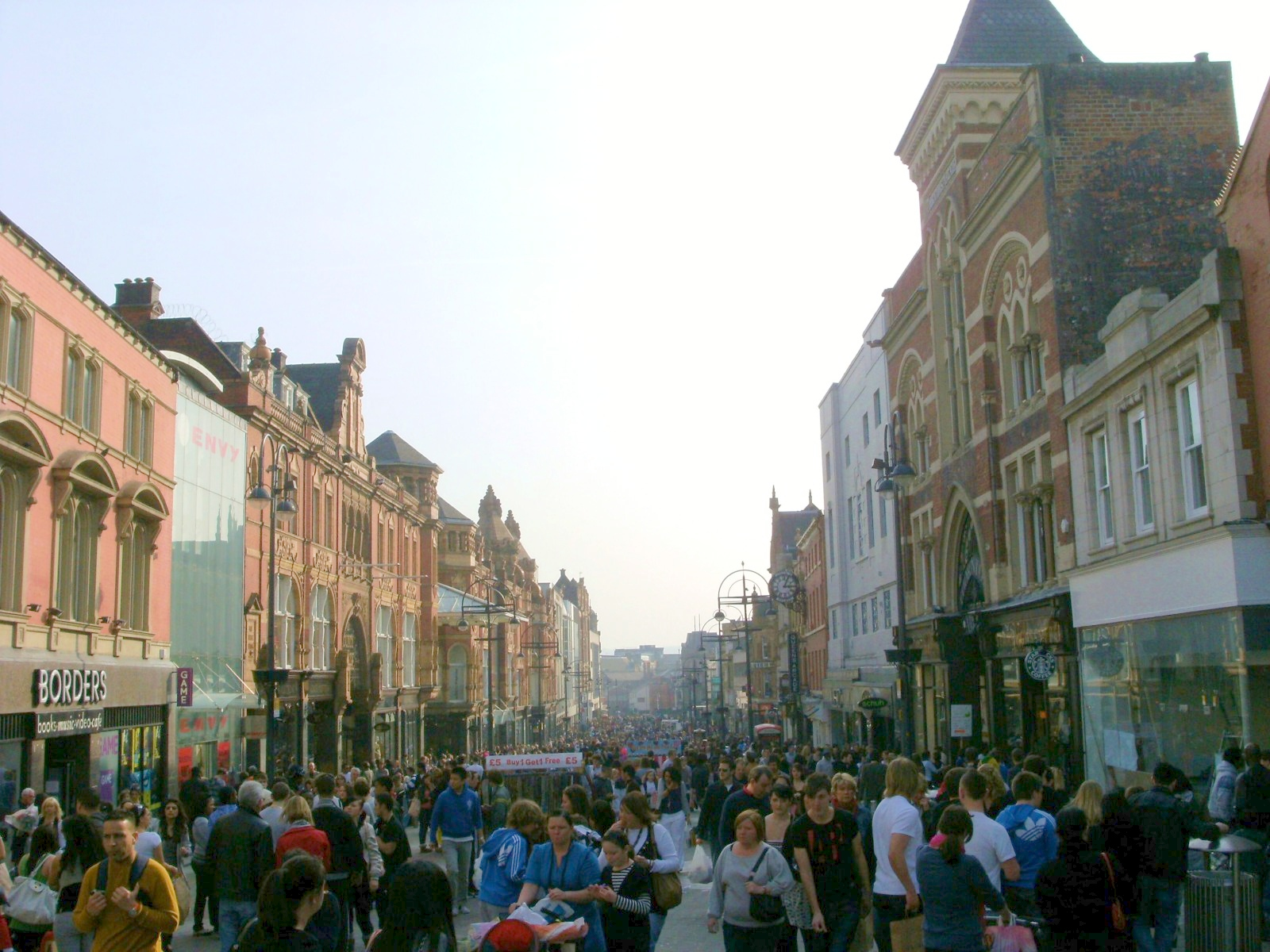
Briggate
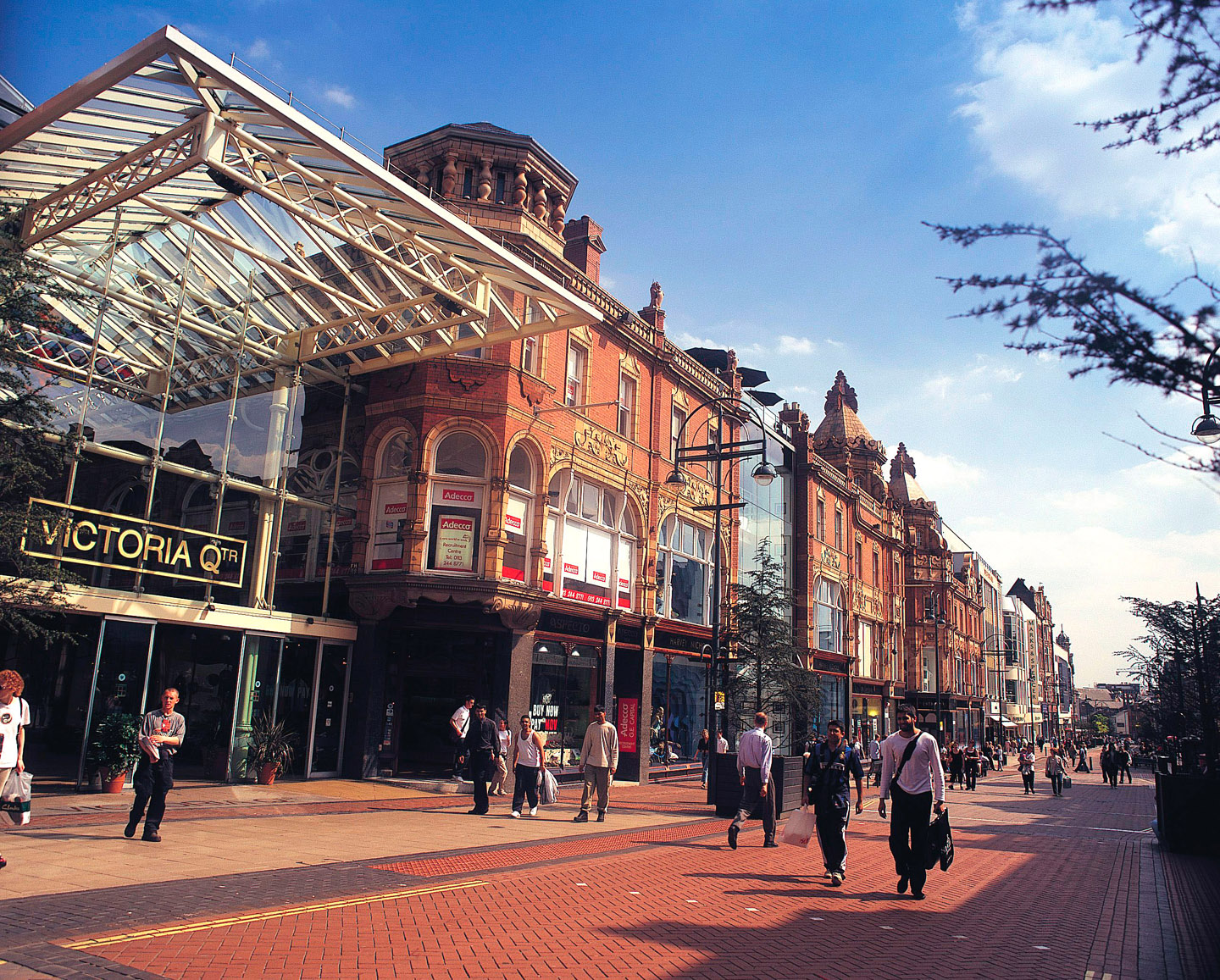
Victoria Quarter
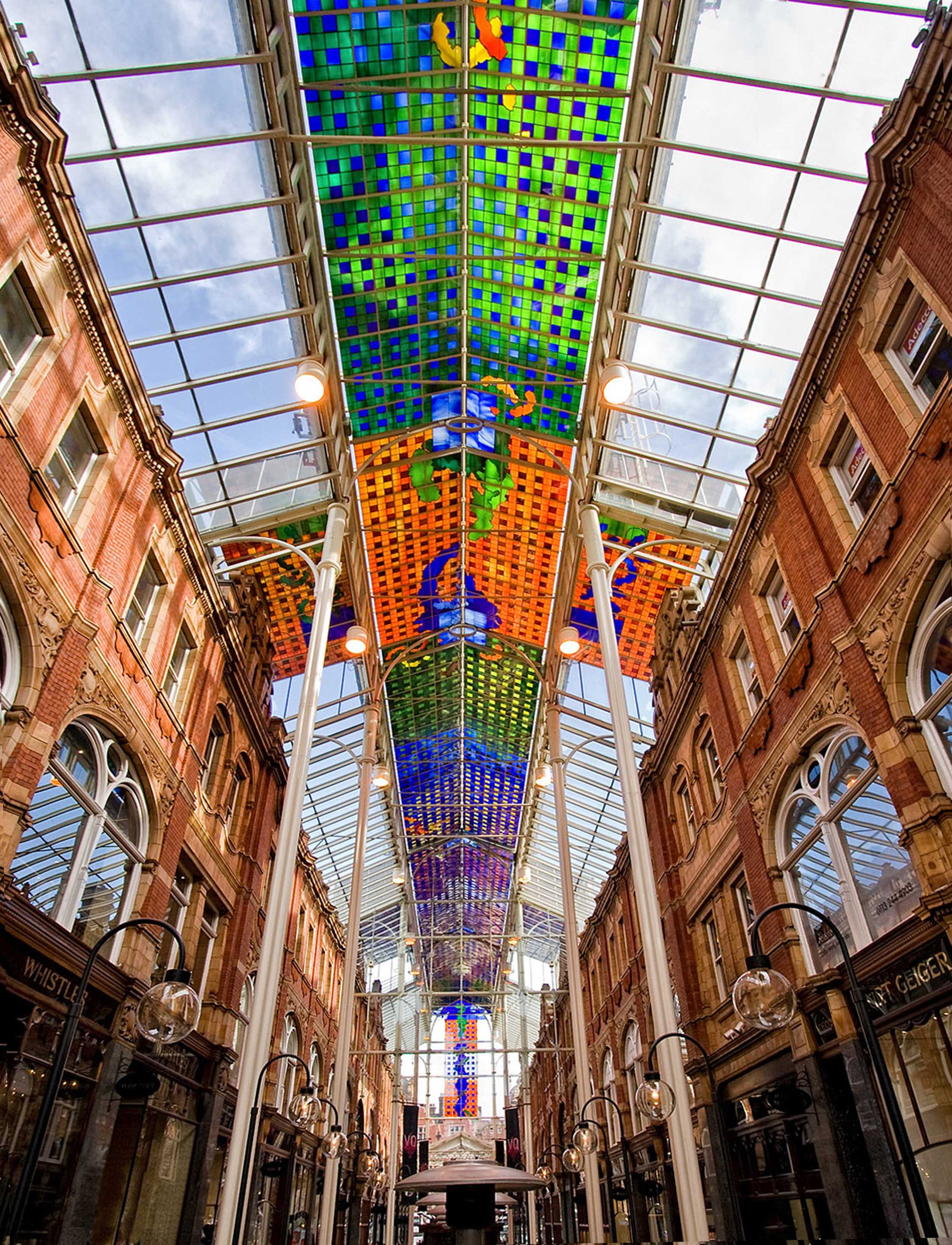
Victoria Quarter (interior)
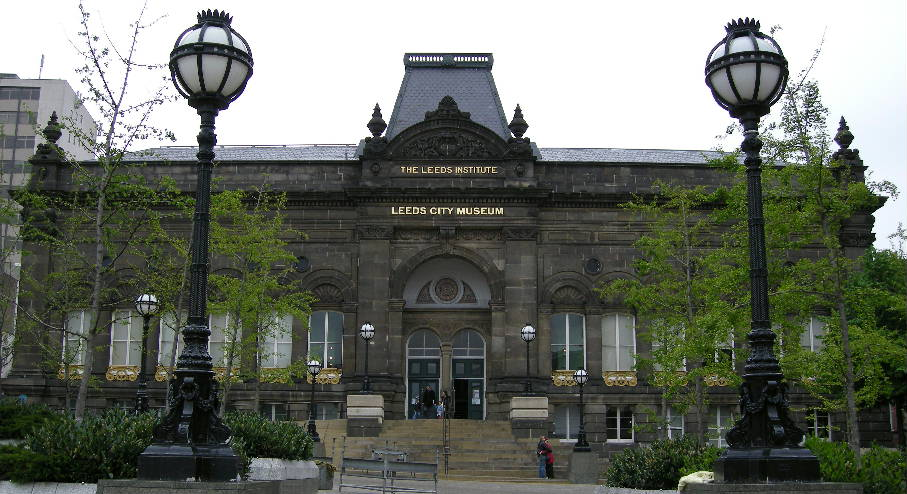
Museo de la ciudad de Leeds
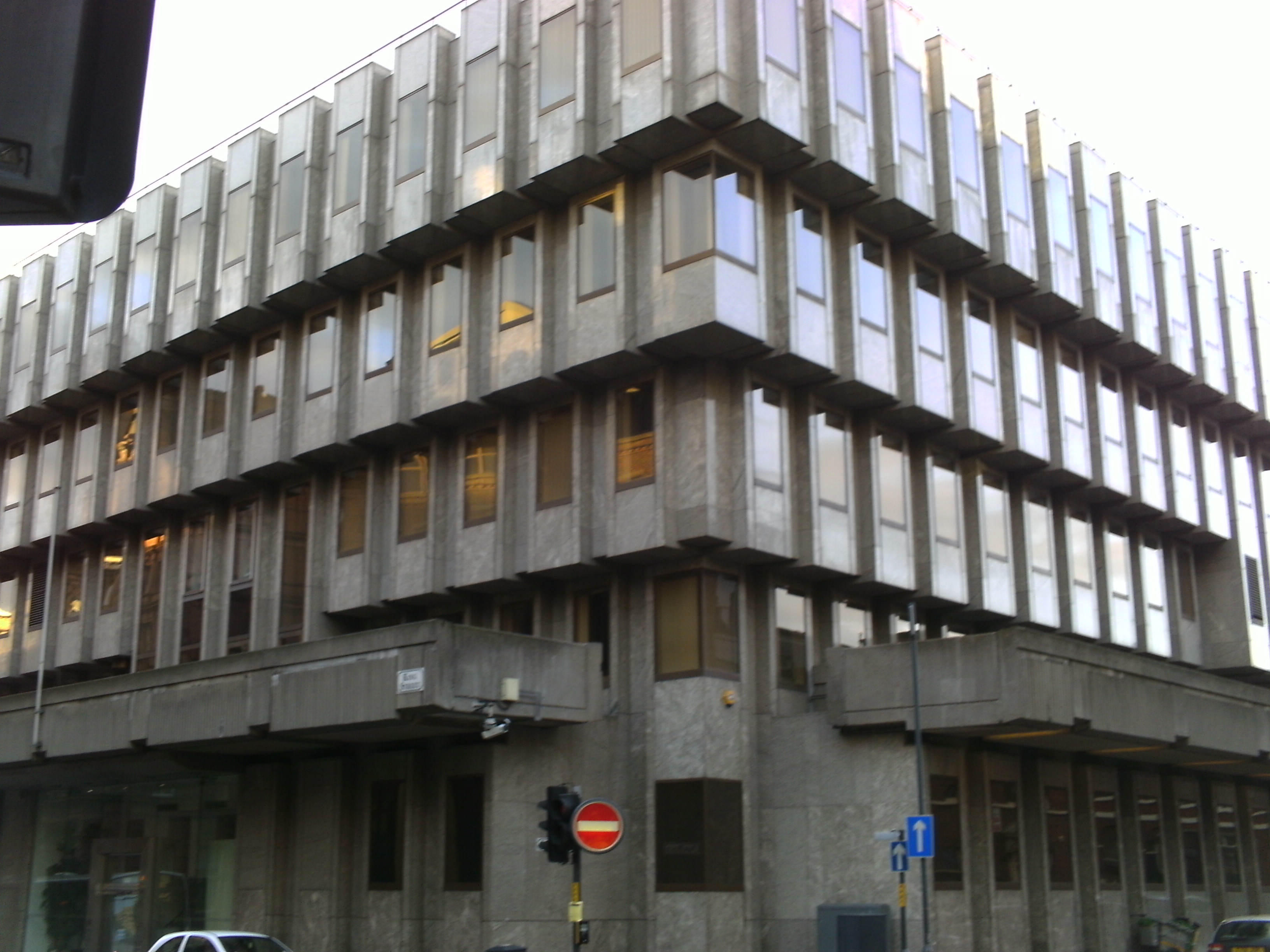
Oficinas del Banco de Inglaterra en Leeds
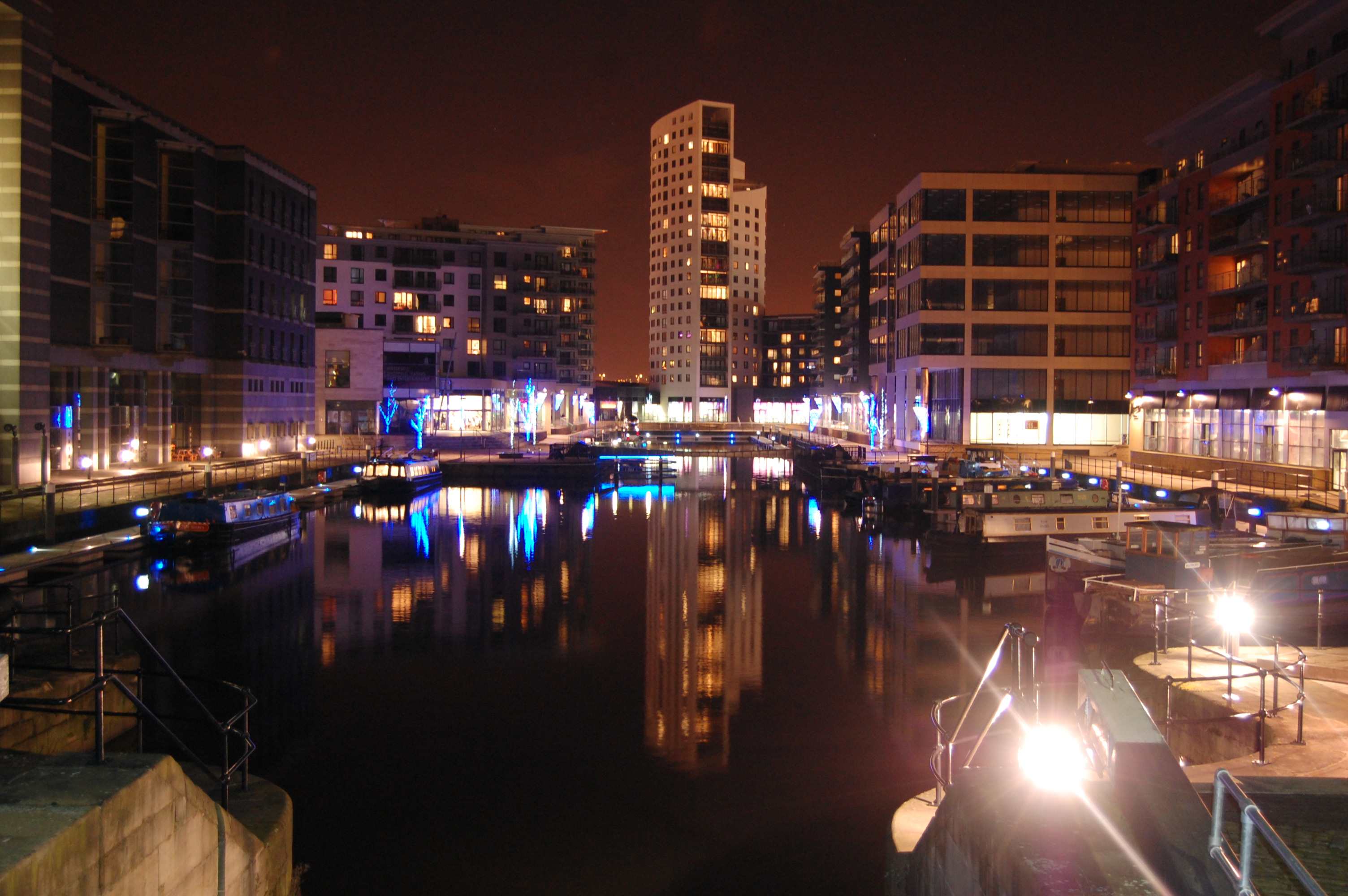
Clarence Dock
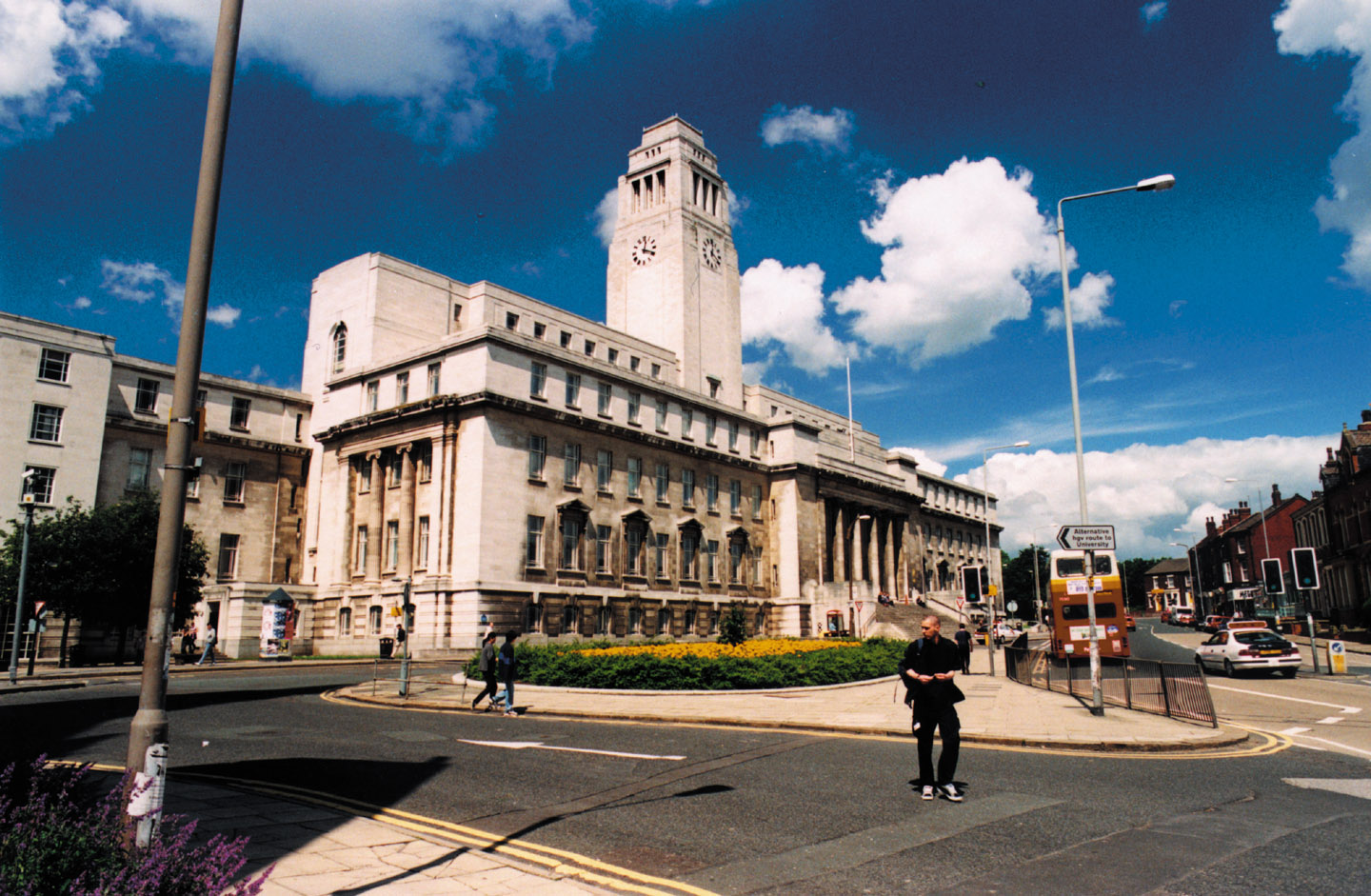
Universidad de Leeds
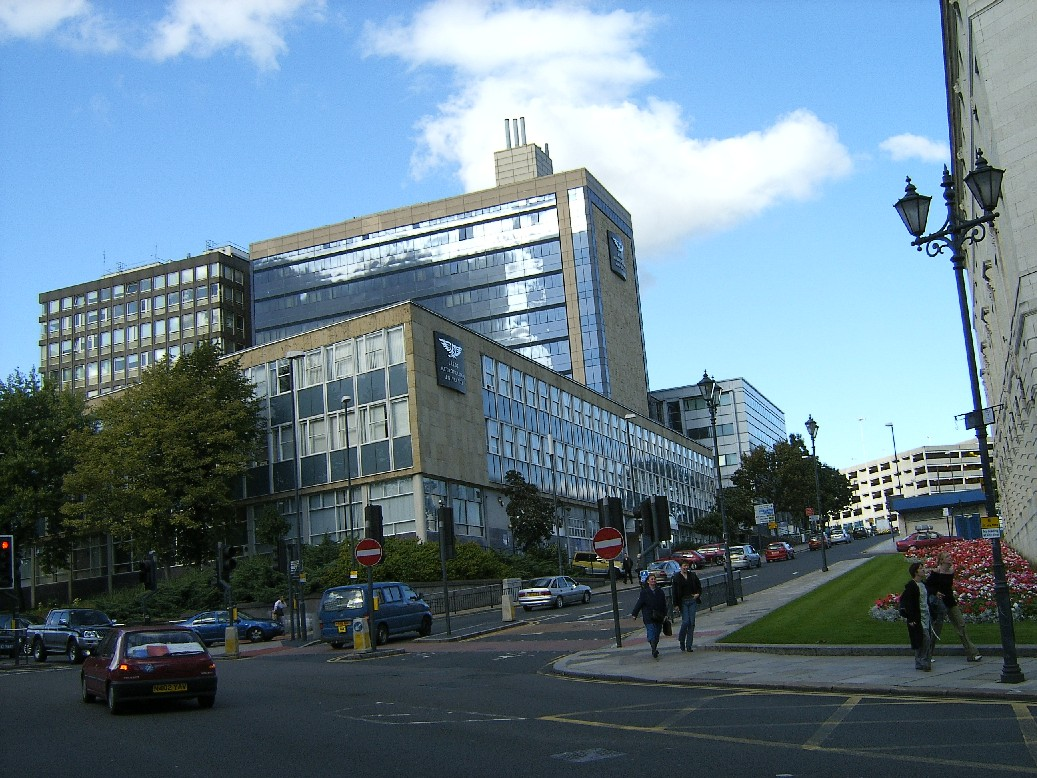
Universidad Metropolitana de Leeds
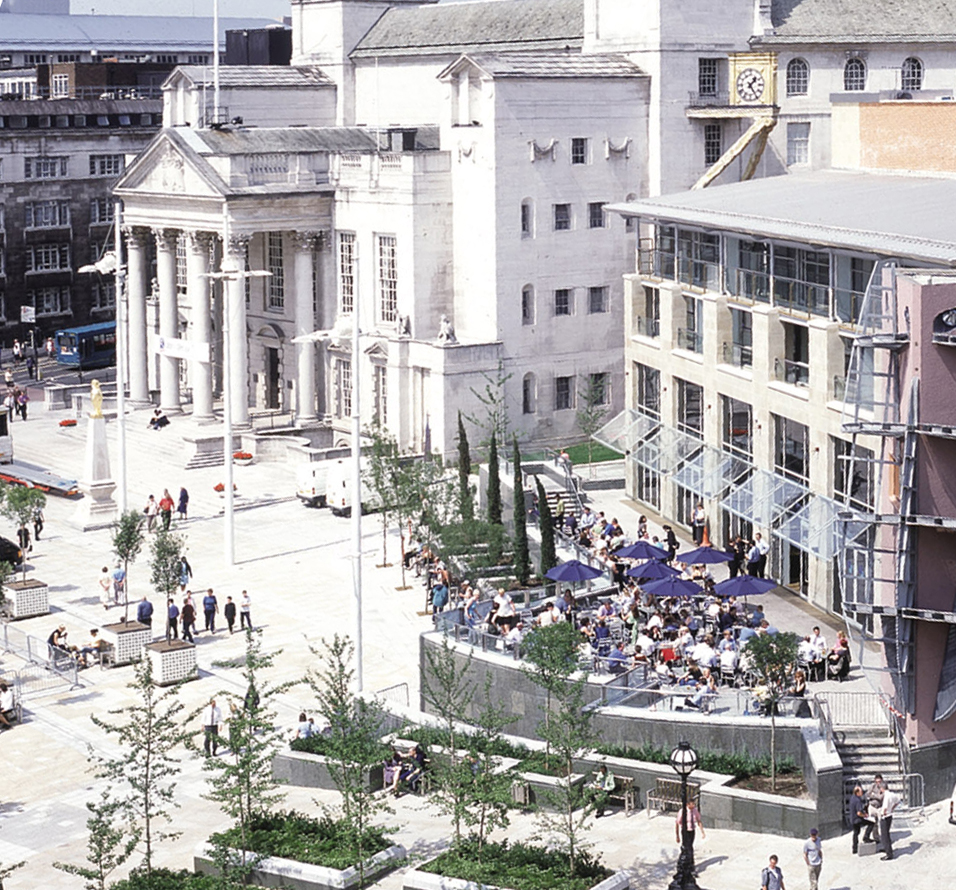
Millennium Square
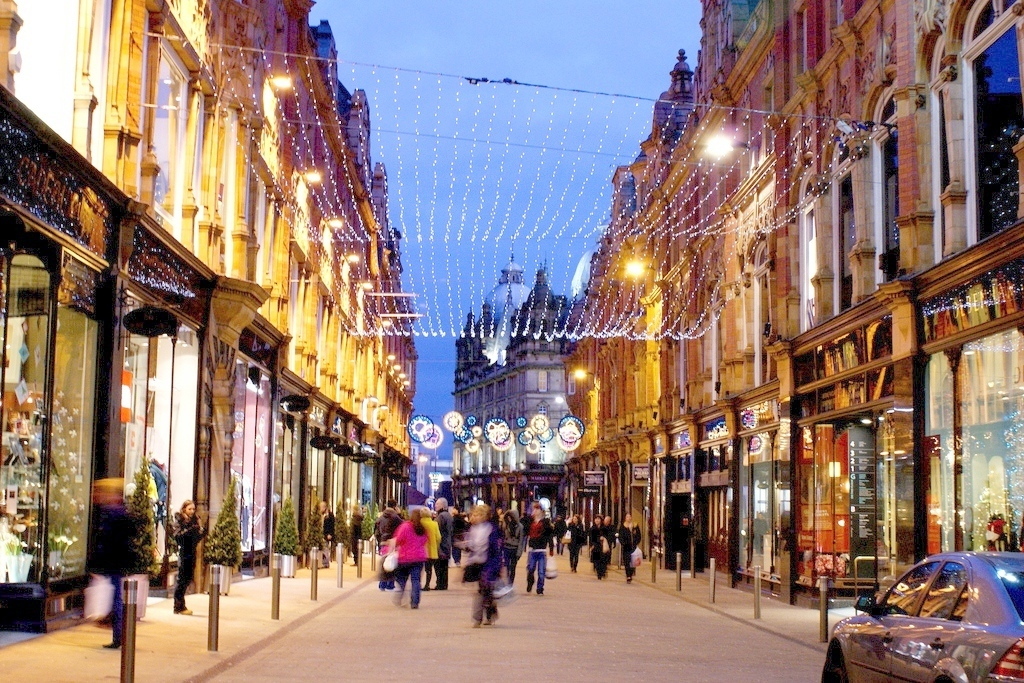
King Edward Street